# ميخائيل إدوارد وارد
ميخائيل إدوارد وارد (بالإنجليزية: Michael Edward Ward)‏ هو ضابط شرطة أسترالي، ولد في 1845 في بالينسلو ‏ في جمهورية أيرلندا، وتوفي في مايو 1921 في ملبورن في أستراليا.